# Čelić
Čelić è un comune della Federazione di Bosnia ed Erzegovina situato nel Cantone di Tuzla con 12.083 abitanti al censimento 2013. 
È situato ai piedi della catena della Majevica e confina con Srebrenik, Tuzla, Lopare e Brčko